# 메타 엘리먼트
메타 엘리먼트(meta element)는 웹페이지에 대해 구조적인 메타데이터를 제공하기 위한 HTML, XHTML의 <meta ...> 형태의 태그를 일컫는다. 메타 엘리먼트는 페이지 정보, 키워드와 같이 'head' 엘리먼트로 표현할 수 없는 메타정보를 기술하는데 사용된다. 메타 엘리먼트는 크게 두가지 용도로 사용될 수 있는데, HTML 문서에 추가적인 메타정보를 기술하기 위해 사용되기도 하며, HTTP 응답 헤더를 에뮬레이트하기 위해 사용되기도 한다.

## 사용 예제
아래 예제는 HTTP 헤더에 사용되는 경우로, HTML 페이지의 실제 콘텐츠보다 먼저 클라이언트로 전달된다.
```
<
meta
 
http-equiv
=
"Content-Type"
 
content
=
"text/html"
 
>

```

위 예제는 'Content-Type'이라는 HTTP 헤더가 'text/html'이라는 값으로 처리되도록 지정하고 있다. meta 엘리먼트는 일반적으로 name와 해당 HTML 페이지를 설명하는 content 애트리뷰트로 구성된다. 아래 예를 보자.
```
<
meta
 
name
=
"keywords"
 
content
=
"wikipedia,encyclopedia"
 
>

```

위 예제에서는, 'wikipedia', 'enncyclopedia'라는 키워드를 meta로 지정함으로써 해당 페이지의 색인을 도우려하고 있다. 그러나 메타 키워드는 이제 검색엔진에서 일반적으로 사용되지 않고 있고, 오히려 검색엔진 최적화 기법의 하나로 도용되고 있어서 검색엔진에서는 이러한 메타 정보를 신뢰하지 않고 있다.
메타 태그는 아래 예제처럼 위치 정보를 표현하는데도 사용된다.
```
<
meta
 
name
=
"zipcode"
 
content
=
"45212,45208,45218"
 
>

```

아래 예제는 해당 페이지의 텍스트가 UTF-8임을 지정하고 있다.
```
<
meta
 
http-equiv
=
"Content-Type"
 
content
=
"text/html; charset=UTF-8"
 
>

```

## 같이 보기
- 메타 리프레시
- 자원 기술 프레임워크